# جنوب إفريقيا
جنوب إفريقيا ورسميًا جمهورية جنوب إفريقيا، هي دولة تقع في أقصى الطرف الجنوبي لقارة إفريقيا ويحدها كل من ناميبيا، بوتسوانا، زيمبابوي، موزمبيق وإسواتيني. كما أن دولة ليسوتو محاطة بالكامل بأراضي جنوب إفريقيا. اقتصادها هو الأكبر والأكثر تطورًا بين كل الدول الإفريقية، والبنية التحتية الحديثة موجودة في كل أنحاء البلاد تقريباً. يوجد في جنوب إفريقيا أكبر عدد سكان ذوي أصول الأوروبية في إفريقيا، وأكبر تجمع سكاني هندي خارج آسيا، وأكبر مجتمع ملون (ذوي البشرة السوداء) في إفريقيا، مما يجعلها من أكثر الدول تنوعاً في السكان في القارة الإفريقية.
غالبية سكان جنوب إفريقيا هم من السود ويشكلون نحو 80٪ من السكان. وبقية السكان أفارقة من أصل أوروبي (جنوب إفريقيون بيض) وأما الآسيويين فيتنوعون ما بين أصل هندي والصيني، وهناك أجناس متعددة الأعراق يعرفون باسم الملونون. جمهورية جنوب إفريقيا ذات تنوع كبير يشمل مجموعة واسعة من الثقافات واللغات والأديان والأعراق. ينعكس ذلك عبر تركيبتها التعددية في اعتراف دستور جنوب إفريقيا بـ12 لغة رسمية، وهو رابع أعلى رقم في العالم. وفقًا لتعداد عام 2011، فإن اللغتين الأولى الأكثر استخدامًا هما اللغة الزولوية (22.7٪) واللغة الكوسية (16.0٪).  وبعدها اللغتان  من أصل أوروبي: اللغة الأفريقانية (13.5٪) تطورت هذه اللغة من الهولندية وتكون غالبًا كلغة أولى لمعظم الملونين والبيض في جنوب إفريقيا. وفي الأخير اللغة الإنجليزية (9.6٪) حيث تمثل إرث الاستعمار البريطاني وتكون شائعة الاستخدام في الحياة العامة والأعمال التجارية.
النزاع العرقي والعنصري بين الأقلية البيضاء والأكثرية السوداء شغل حيزاً كبيراً من تاريخ البلاد وسياساته، وقد بدأ الحزب الوطني بإدخال سياسة الفصل العنصري بعد فوزه بالانتخابات العامة لعام 1948 وهو الحزب نفسه الذي بدأ تفكيك هذه السياسة عام 1990 بعد صراع طويل مع الأغلبية السوداء ومجموعات مناهضة للعنصرية من البيض والهنود. جنوب إفريقيا من الدول الإفريقية القليلة التي لم تشهد انقلاباً على الحكم، كما تُنظم الانتخابات منذ 1994.

## اسمها
اسم «جنوب إفريقيا» مشتق من موقع البلاد الجغرافي على الحافة الجنوبية لإفريقيا. عند تشكيلها، سُميت البلاد اتحاد جنوب إفريقيا، ما يعكس أصلها العائد لاتحاد أربع مستعمرات بريطانية منفصلة سابقة. منذ عام 1961، كان الاسم الطويل الرسمي باللغة الإنجليزية: «اتحاد جنوب إفريقيا»، و Republiek van Suid-Afrika بالأفريقانية. منذ عام 1994، صار للبلاد اسم رسمي في كل من لغاتها الإحدى عشرة.
مزانسي، المشتق من الاسم الكوسيّ أومزانتسي ويعني «جنوب»، اسم عامي لجنوب إفريقيا، في حين تفضل بعض الأحزاب السياسية المؤيدة للوحدة الإفريقية مصطلح «آزانيا».

## التاريخ

### علم آثار ما قبل التاريخ
تضم جنوب إفريقيا بعضًا من أقدم مواقع الآثار والمستحاثات البشرية في العالم. اكتشف علماء الآثار بقايا مستحاثات كاملة من سلسلة من الكهوف في مقاطعة خاوتينغ. حملت المنطقة، وهي موقع تراث عالمي بحسب اليونيسكو، وسمة «مهد البشرية». يضم الموقع كهوف ستيركفونتاين، وهو واحد من أثرى المناطق بالمستحاثات البشراناوية في العالم. تضم المواقع الأخرى كهف سوارتكرانس، وكهف غوندولين، ومنتزه كرومدراي، وكهف كوبر وملابا. ميّز ريموند دارت أول مستحاثة بشراناوية اكتُشفت في إفريقيا، وهي طفل تونغ (عُثر عليه قرب تونغ) في عام 1924. جاء المزيد من البقايا البشراناوية من المواقع في ماكابانسغات في مقاطعة ليمبوبو، وكورنيليا وفلوريسباد في مقطاعة الولاية الحرة، وكهف الحدود في مقاطعة كوازولو ناتال، وكهوف نهر كلاسيس مقاطعة الرأس الشرقي ونقطة بينكل، إيلاندسفونتين وكهف ديل كيلدرز في مقاطعة الرأس الغربي.
تقترح هذه المكتشفات أن فصائل مختلفة من البشراناوات كانت موجودة في جنوب إفريقيا منذ نحو ثلاثة ملايين عام، بدءًا من القرد الجنوبي الإفريقي. تضم الفصائل اللاحقة: أوسترالوبيثيكس سيديبا، والإنسان العامل، والإنسان المنتصب، وإنسان رودسيا، وجمجمة فلورسباد، وهومو ناليدي، والبشر المعاصرين (الإنسان العاقل). سكن البشر المعاصرون جنوب إفريقيا منذ 170.00 عام على الأقل.
حدد العديد من الباحثين مواقع أدوات أولدوانية ضمن وادي نهر فال.

### توسع البانتو
كانت مستوطنات الشعوب الناطقة بالبانتو، والذين كانوا مزارعين من مستخدمي الحديد ورعاة قطعان، حاضرة بالفعل جنوب نهر ليمبوبو (الحدود الشمالية الحالية مع بوتسوانا وزيمبابوي) بحلول القرن الرابع أو الخامس الميلادي (إنظر توسع البانتو). هجّروا الناطقين الأصليين باللغة الكويسانية، شعوب خويخوي وسان، وغزوهم وامتصوهم. تحرك البانتو ببطء ناحية الجنوب. يُعتقد أن أقدم المشتغلين بالحديد في مقاطعة كوازولو ناتال الحالية يعودون إلى نحو عام 1050. كانت المجموعة في أقصى الجنوب هي شعب كوسا، والذين تضم لغتهم سمات معينة من شعب خويسان السابق. بلغ شعب كوسا نهر السمكة العظيمة، في مقاطعة الرأس الشرقي المعاصرة. بعد أن هاجروا، نزّح هؤلاء السكان الأكبر من العصر الحديدي الشعوب السابقة أو امتصوهم. في مقاطعة مبومالانغا، عُثر على عدة دوائر حجرية إلى جانب ترتيبات حجرية سُميت تقويم آدم، ويُعتقد أن البقايا أُنشئت على أيدي الباكوني، وهم شعب سوثوي شمالي.

### القرن الثاني
في القرن الثاني الميلادي وصلها المزارعون الناطقون بلغة البانتو من الشمال وهم الذين يعتبرون أجداد السكان السود الحاليين في جنوب إفريقيا وفي عام 1652 وصلها المستوطنون الهولنديون (المعروفون باسم البوير أو الأفريقان) والذين أنزلتهم شركة الهند الشرقية الهولندية وأقاموا جمهورية مستقلة في منطقة الكاب. عام 1806، استولت بريطانيا على مستعمرة الكاب ثم حكموا البلاد بعد جلاء الهولنديين. انتقل البوير في عام 1836 من مستعمرة الكاب إلى ناتال وولاية أورانج المستقلة. وفي عام 1843، أنشأت بريطانيا مستعمرة ناتال حتى أصبحت الترانسفال جمهورية للبوير عام 1852. وفي عام 1854 أصبحت ولاية أورانج المستقلة جمهورية للبوير. في عام 1872 أصبحت مستعمرة الكاب تتمتع بالحكم الذاتي داخل الإمبراطورية البريطانية حتى ضمت بريطانيا الترانسفال إلى مستعمراتها عام 1877. في عام 1879 هزمت بريطانيا مملكة الزولو في الحرب الإنجليزية الزولوية. (1880-1881) وقعت حرب البوير الأولى وهزم البوير الترانسفال بريطانيا. (1899-1902) وقعت حرب البوير الثانية وانهزم فيها البوير وضمت بريطانيا إليها جمهوريتي الترانسفال وأورانج الحرة. في عام 1907 مُنحت جمهورية البوير حكمًا ذاتيًا مع قصر حق الانتخاب علي البيض فقط. حتى تكون ما يعرف باسم اتحاد جنوب إفريقيا المكون من كل من (الرتنسفال - الكاب - الناتال - أورانج). وفي عام 1919، وضع ما يعرف الآن باسم ناميبيا تحت انتداب جنوب إفريقيا. في الحرب العالمية الثانية حاربت جنوب إفريقيا إلى جانب الحلفاء.

### الانتخابات
بعد انتخاب الحزب الوطني البويري للحكم (حزب البيض) في عام 1948 وأخذ تطبيق سياسة الأبارتيد أي التفرقة العنصرية تطبيقًا رسميًا حيث لم يكن مسموحًا للسود بالعمل إلا في أعمال محددة ومنعوا من حق الانتخاب وحق الملكية إضافة إلى انعدام المساواة بينهم وبين البيض في تقاضي الأجور إضافة إلى عزلهم في المساكن وأماكن العمل والمدارس. وُسِعت سياسة التمييز العنصري في البلاد، فحكم الأربعة ملايين من العناصر البيضاء بقية السكان من غير البيض والذين قدر عددهم بنحو 29 مليون. سلكت الحكومة البيضاء سياسة عزل الأفارقة السود في مناطق خاصة بهم، وتوفير الخدمات العامة لهم كالتعليم والصحة بمعزل عن البيض. أصدرت هيئة الأمم المتحدة عدة قرارات لمقاطعة اتحاد جنوب إفريقيا في سنة 1962 والسنوات التالية لها استنكاراً لهذه السياسة، كما قاطعت دول العالم الثالث اتحاد جنوب إفريقيا. المؤتمر الوطني الإفريقي (African National Congress) هو الحزب الحاكم في جنوب إفريقيا منذ إنشاء حكم الأغلبية، في أيار / مايو 1994.

## العَلَم
أُعْتُمِد علم جنوب إفريقيا في ال15 من مارس 1994. وأصبح رسميًا علما للبلاد منذ 27 أبريل 1994. جاء هذا العلم ليحل محل سابقه الذي كان رمزاً مرتبطًا بتاريخ البلاد المتعلق بالأفريقان والإنجليز. وترمز الألوان الستة إلى مختلف الميولات السياسية للبلاد، وكذا الألوان التي استخدمت سابقا في أعلام البلاد على مر التاريخ، كما أنها ترمز إلى الموارد الطبيعية للدولة.

## الجغرافيا

### الموقع
تقع جمهورية اتحاد إفريقيا في أقصى الطرف الجنوبي من القارة الإفريقية، وتحدها نامبيا من الشمال الغربي، وبتسوانا وزيمبابوي من الشمال، وموزمبيق من الشمال الشرقي، وباقي حدودها على المحيط الهندي والأطلسي. وتبلغ مساحة جنوب إفريقيا 1,221,037 كم2، وجنوب إفريقيا هي الدولة رقم 24 من حيث المساحة في العالم. تقع البلاد بين خطي عرض 22° و 35° جنوبًا، وخطي طول 16° و 33° شرقًا باستثناء جزر الأمير إدوارد.

### المناخ

خريطة تصنيف كوبن للمناخ في جنوب إفريقيا.

يسود جنوب إفريقيا مناخ معتدل بصفة عامة، فيما عدا أقصى الجنوب الغربي للبلاد حيث تهب عليه الرياح الشرقية التجارية من المحيط الهندي، ونظراً لوقوع جنوب إفريقيا إلى الجنوب من خط الاستواء فإن فصول السنة بها تكون معاكسة لتلك التي تسود النصف الشمالي من الكرة الأرضية، ويتنوع المناخ تبعاً لتنوع الارتفاعات واتجاهات الرياح والتيارات البحرية، فتتمتع جبال الكاب بمناخ دافئ وجاف في الصيف ومناخ بارد وممطر في الشتاء، أما منطقة الساحل فحارة ورطبة في الصيف ومشمسة وجافة في الشتاء والهضاب الشرقية حارة في النهار ومعتدلة في الليل في فصل الصيف ومعتدلة في النهار وباردة في الليل في فصل الشتاء، وتنخفض درجات الحرارة عادة إلى دون الصفر خلال الشتاء في الهضاب، ويتراوح تساقط الأمطار فيها ما بين 65 – 100 سم في العام، وتقل الأمطار على الساحل الجنوبي، وتندر في منطقة الصحراء.

### التضاريس

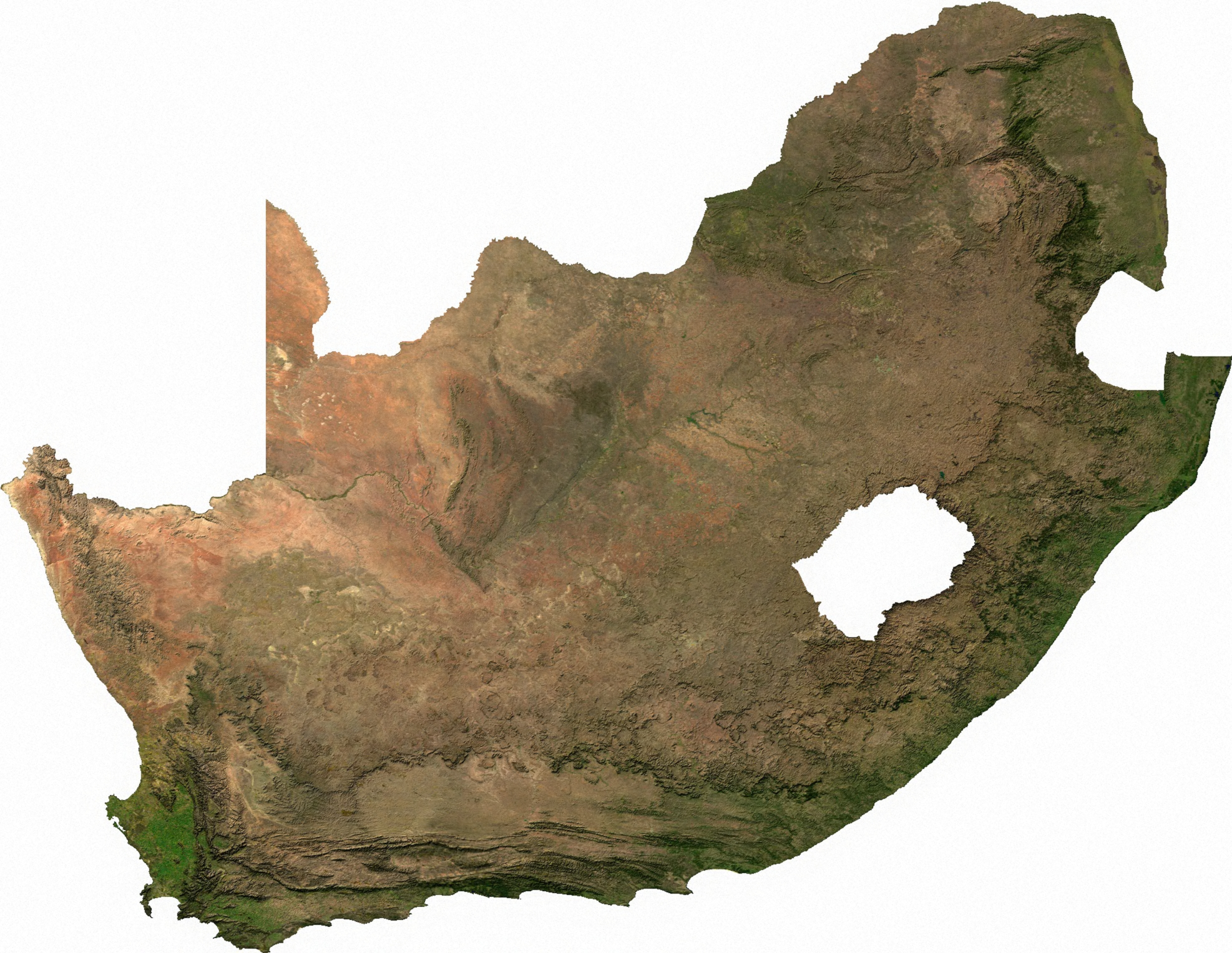
خريطة قمر صناعي لجنوب إفريقيا.

جبل مافادي في دراكنزبرج على ارتفاع 3450 مترًا (11320 قدمًا) هي أعلى قمة في جنوب إفريقيا، لمبوبو ويبلغ متوسط ارتفاع بوشفيلد نحو 1.200 م، أما الجزء الغربي من الهضبة الذي يعرف بميدلفيلد، فينحدر لأسفل في الاتجاه الغربي ويبلغ متوسط ارتفاعه نحو 915 م.
تنحدر الأرض فيما بين نهاية الهضبة والساحل الشرقي والجنوبي نحو البحر، وتضم جنوب إفريقيا جزءا من صحراء كلهاري في الشمال الغربي والتي تمتد حتى بتسوانا، كما تضم جزءا من صحراء ناميب في الغرب على طول المحيط الأطلنطي باتجاه جبال الكاب.

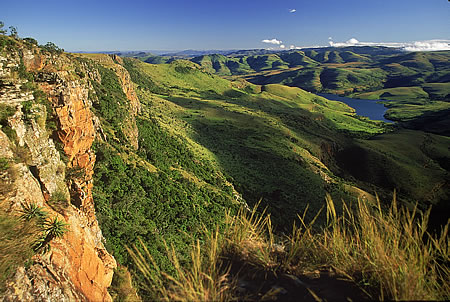
جبال دراكنزبرج، وهي أعلى سلسلة جبال في جنوب إفريقيا.

أما بالنسبة للأنهار في جنوب إفريقيا فيعتبر نهر أورانج من أطول الأنهار بها والذي ينبع من ليسوتو ويتدفق نحو الشمال الغربي ليصب في المحيط الأطلنطي، أما نهر لمبوبو فينبع من شمال البلاد ويتدفق نحو الشمال الغربي حتى يصل إلى بتسوانا ثم يتجه شرقا على طول الحدود مع بتسوانا وزيمبابوي قبل أن يصل إلى موزمبيق ثم يستمر في تدفقه حتى يصل إلى المحيط الهندي. وينبع نهر فال في شمال شرق البلاد قرب سوازيلاند.
كما يوجد عدد آخر من الأنهار الصغيرة، ومعظم أنهار جنوب إفريقيا غير منتظمة التدفق وتنضب أغلبها معظم أوقات السنة وبالتالي لا تستخدم إلا قليلًا من أجل الملاحة أو من أجل توليد القوى الهيدروكهربية، إلا أن لها بعض الاستخدامات في الري.
أهم أنهارها أورانج Orange وفال Vaal وليمبوبو Limpopo. وأطولها نهر أورانج طوله 2092 كم ويصب بالمحيط الأطلنطي.
أعلى نقطة فيها انجاسوتي 3408 م. أهم سلسلة جبلية دراكنزبرج.
يقع جزء من جنوب إفريقيا، في قارة أنتاركتيكا وهي جزر الأمير إدوارد.

## السكان
بلغ عدد سكان جنوب إفريقيا حسب إحصاء عام 2022 نحو 62,027,503 نسمة، ويتكون سكان جنوب إفريقيا من عناصر متعددة، وكانوا ينقسمون حسب نظم التفرقة العنصرية إلى مجموعتين: البيض وغير البيض. ويبلغ عدد البيض نحو 5 ملايين نسمة، بينما يبلغ عدد الوطنيين وهم قبائل البانتو أكثر من 24 مليون، وعدد الملونين والآسيويين 4 ملايين، أي أن عدد غير البيض يقترب من 29 مليوناً، وهم بذلك يشكلون أغلبية سكان اتحاد جنوب إفريقيا، وتتكون الأقلية البيضاء من سكان جنوب إفريقيا من عناصر أوروبية هاجرت إلى جنوب إفريقيا أثناء احتلال هذه المنطقة، ومن العناصر البيضاء هولنديون، وألمان، وبريطانيون، وفرنسيون، هذا الخليط من العناصر أطلق على نفسه الأفريقان فخلق قومية جديدة من هذا الشتات، يتحدثون لغة مشتقة من الهولندية ممزوجة بكلمات ألمانية وإنجليزية أطلقوا عليها اللغة الأفريقانية.
يتكون الإفريقيون، وهم الأغلبية من البانتو، من مجموعات عديدة منها مجموعة نجوني، ومجموعة تسونجا، ومن المجموعة الأولى السوازي، وشعب الزولو، وكان الزولو أمة مرهوبة الجانب قبل الاستعمار الأوروبي، ومن المجموعة الثانية قبائل تسونجا، ورنجا وتسوا، وإلى جانب المجموعتين السابقتين جماعات فندا، والسوتو، وهكذا تتعدد قبائل البانتو. أما العناصر الملونة فتشكلت من خليط عن تزاوج بين الهونتنوت وهم عنصر إفريقي بالأوروبين الأوائل، وخليط نتج عن تزاوج بين الآسيويين والأوروبيين، وتتكون العناصر الآسيوية من المهاجرين إلى جنوب إفريقيا تحت سخرة العمل من الماليزيين والهنود والباكستانيين. وهكذا فإن شعوب اتحاد إفريقيا تتكون من عدة عناصر.
ومن لغات البلد الرسمية: خوسة، سوازية، نديبيلي، جنوب سوتو، شمال سوتو، تسونغة، تسوانة، فيندة.

### الإسلام
بلغ عدد المسلمين في جنوب إفريقيا 11.395.947، ويذكر في بعض المراجع أن الإسلام انتشر في جنوب إفريقيا، حينما بدأت دعوة الإسلام تنشر في العالم العربي والإفريقي، ابتدأ من فتح الصحابي عمرو بن العاص لمصر والذي دخل المسلمون إلى إفريقيا من البوابة المصرية، تاريخياً لم تصل جيوش المسلمين إلى جنوب إفريقيا، لكن وصلها الإسلام كما وصل أغلب مناطق قارة أسيا مثل إندونسيا، عن طريق التجار المسلمين أو عن طريق أنتشار المسلمين أنفسهم في آسيا، فقد حكمت عدة سلالات إفريقية في إفريقيا، مثل مملكة مالي التي كانت تحكم في منتصف القارة الإفريقية، ودولة المرابطين بالرغم المسافة بينها وبين جنوب إفريقيا لكن كان لها تأثير وخاصة في رحلات التجارة.
- يعتبر الاحتلال الهولندي لرأس الرجاء الصالح أحد أهم أسباب انتشار الإسلام في افريقيا وذلك عندما أُقصِيّ الشيخ يوسف بن مقصر لمقاومته الاستعمار الهولندي إلى رأس الرجاء الصالح عام 1694م مع 49 من المرافقين له وعندها قام الشيخ يوسف بالدعوة إلى الإسلام وانتشر الإسلام في الجنوب الأقصى من إفريقيا.[30] يعتبر الشيخ عبد الله هارون من الشخصيات الإسلامية التي ناهضت سياسة الفصل العنصري في جنوب أفريقيا وقد كان له أثر واضح في ترتيب الجماعة المسلمة في جنوب إفريقيا عبر إنشائه رابطة كليرمونت للشباب المسلم في كيب تاون والتي تعد مؤسسة تربية وتعليم للمسلمين واستمر نضاله إلى أن قتل في مقاومة سياسة الفصل العنصري.[31] يعد الشيخ أحمد ديدات من العلماء المسلمين في جنوب إفريقيا حيث اشتهر بمناظراته الشهيرة عن الأديان وقد عاش الشيخ أحمد ديدات في ديربن ونشأ فيها مع والده وتعلم فيها الإسلام وساهم مساهمة بارزة في إظهار تعاليم الإسلام ومقارنته بغيره من الأديان وقد حصل على جائزة الملك فيصل لخدمة الإسلام عام 1986م.

### تاريخ السكان

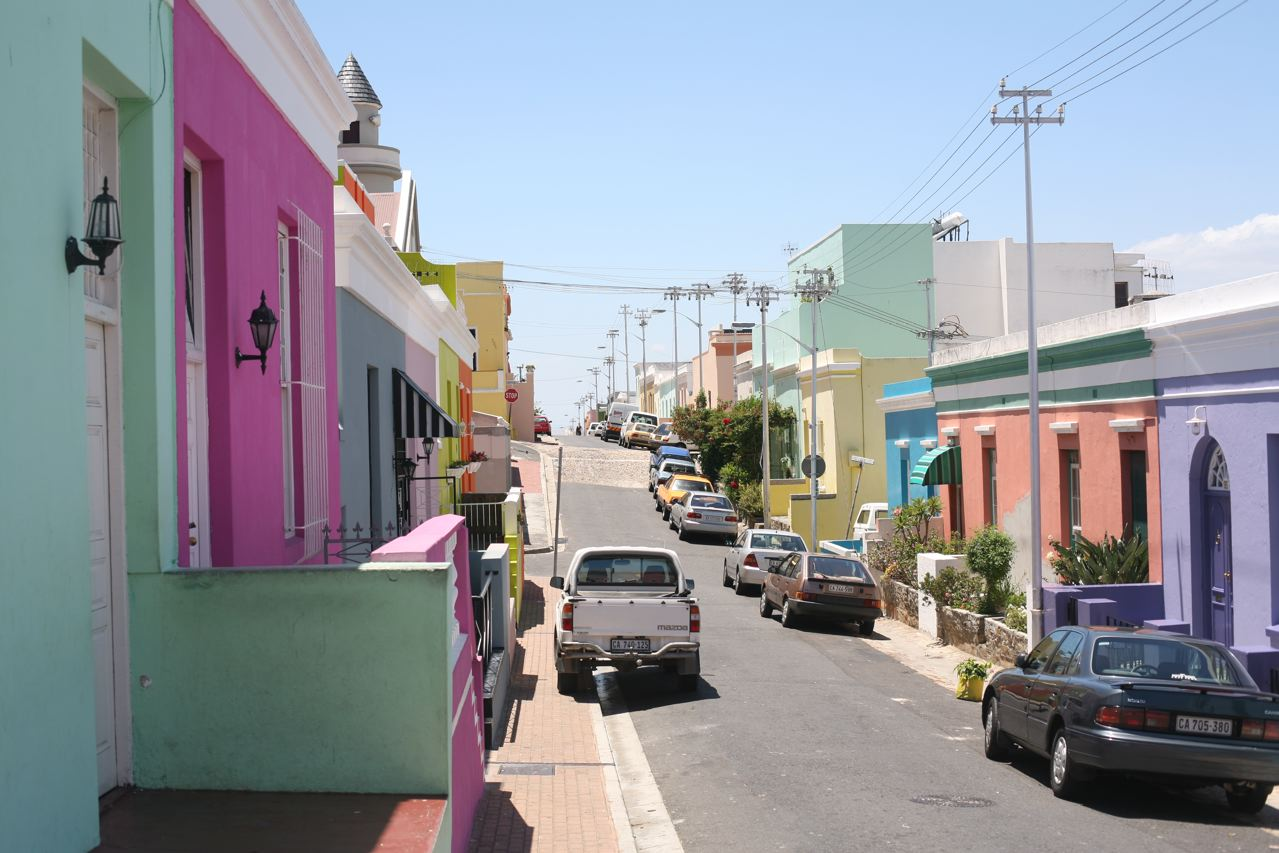
طريق بمنطقة «بو كاب» في كابستاد والتي أسسها الملايو وبها أحد أقدم مساجد المدينة.

كانت جنوب إفريقيا قد استوطنها الصيادون وجامعو الثمار. وأخذت قبائل الخوخو Khoikhoi منذ 2000 سنة في تربية المواشي التي حصلوا عليها من قبيلة البنتو. وبدأ الرجل الأبيض من الهولانديين المزارعين عام 1652 م. في استيطان المنطقة داخل مستوطنات معزولة، فانتشروا بها وكانت لهم لغتهم الخاصة التي كان يطلق عليها اللغة الأفريكانية Afrikaans، وانفصلوا عن البانتو الذين عاشوا بالداخل. ووفد المستوطنون الفرنسيون والألمان وعاشوا وسط هذه المجتمعات فيما بعد وعرفوا بالأفريكانر (بالأفريكانية: Afrikaners). ومنذ مطلع سنة 1800 م، وصل المستوطنون البريطانيون وجاء الهنود كعمال في زراعة قصب السكر في أواخر القرن 19 وأوائل القرن العشرين. وفي أثناء هذا القرن، جاءت أقلية برتغالية. وكان البيض قد أحضروا معهم لجنوب إفريقيا ثقافاتهم ولغاتهم من أوروبا ولاسيما البريطانيين. وجاء الآسيويون ولاسيما الهنود بثقافاتهمم. وفي جنوب إفريقيا 3000 موقع أثري لفن الصخور (انظر : فن إفريقيا) ترجع للعصر الحجري حيث رسمت الحيوانات وأشياء أخرى. ويرجع تاريخ جنوب إفريقيا قديما إلى إنسان أوستالو بيثكس أفريكانس Australopithicus africanus وهو نوع من أسلاف البشر. والشواهد الأثرية تدل على أن شعبي بوش Bush (سان San) وخوخو قد عاشا في جنوب إفريقيا منذ آلاف السنين. وكان شعب بوش يعيش على الصيد وجمع الثمار، بينما كان شعب خوخو رعويا يرعي قطعان الماشية منذ عدة قرون قبل مجيء الرجل الأبيض. وكانت جماعات من قبائل البانتو قد هاجرت من وسط إفريقيا واستقرت في المنطقة الخصبة بين جبال دراكنزبرج Drakensberg والمحيط الهندي. وهؤلاء هم أجداد قبائل الزولو واكسهوزا Xhosa والسوازي، وغيرها من المجموعات.

## الاقتصاد

### الإنتاج
الزراعة حرفة هامة في جنوب إفريقيا، وذلك بسبب وفرة المقومات الزراعية، وتمارس في إقليم الفلد الأعلى، وفي إقليم لبوشفلد، وعلى سفوح المرتفعات، وفي السهول الساحلية، ومن منتجات جنوب إفريقيا: القمح، والذرة، وقصب السكر، والقطن. وقد زاد إنتاج الاتحاد عن حاجة السكان. وفي جنوب إفريقيا ثروة حيوانية تزيد عن حاجة البلاد، فقد قدرت سنة 1988 م ب 11.820.000 من الماشية، 29.800.000 من الأغنام، و 6.840.000 من الماعز. وكذلك إنتاجه المعدني من الذهب حيث تشغل جمهورية جنوب إفريقيا المركز الأول في الإنتاج العالمي منذ بضع سنين، وللذهب دوره الهام في اقتصاد البلاد. كما ينتج الاتحاد الألماس بكميات كبيرة، ويستخرج اليورانيوم، والفحم. ورغم هذا الثراء في الإنتاج الزراعي والمعدني والرعوي، إلا أن الاتحاد يضيق عن توفير العدالة الإنسانية للغالبية العظمى من سكانه. هذا بالإضافة إلى معدل التنمية الداخلي المرتفع بما يجعلها الدولة رقم واحد في إفريقيا من حيث الاقتصاد والتصنيع في زمن قياسي حيث تتجه حاليا مصانع شركات السيارات الكبرى إلى الإنتاج بجنوب إفريقيا لتكون الموزع المحلي للقارة الإفريقية بكاملها. تعتبر جنوب إفريقيا المورد الرئيسي للعديد من السلع الغذائية والصناعية للدول المجاورة لها حيث تعتمد هذه الدول في اقتصادها الضعيف على جنوب إفريقيا كمورد رئيسي.

### العلوم والتكنولوجيا

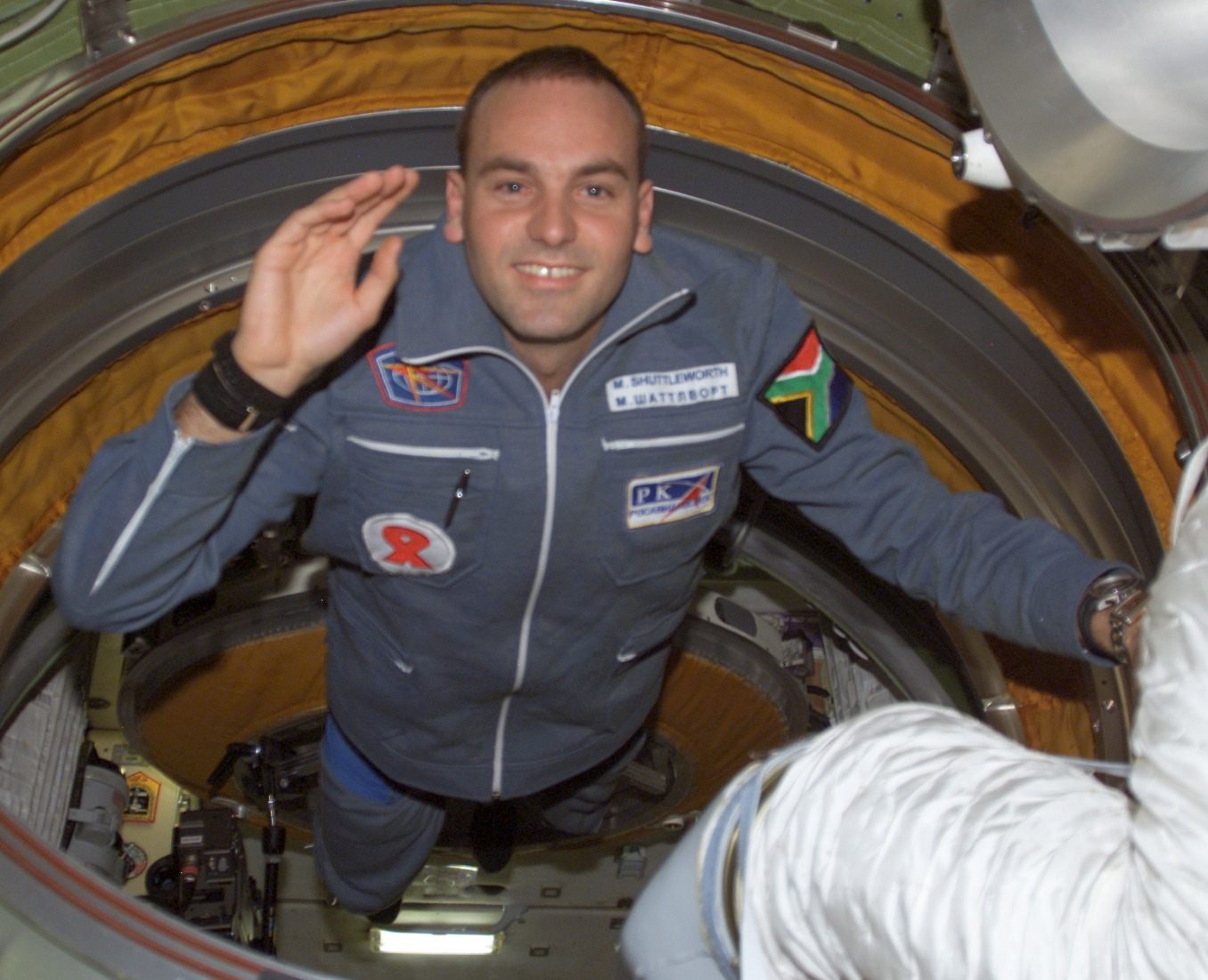
مارك شاتلوورث في الفضاء

نشأت العديد من التطورات العلمية والتكنولوجية الهامة في جنوب إفريقيا. حلّت جنوب إفريقيا في المرتبة 59 في مؤشر الابتكار العالمي عام 2023، متقدمة من المرتبة 63 عام 2019. ثم تراجعت للمركز 69 في مؤشر عام 2024.

أجريت أول عملية زراعة قلب من إنسانٍ إلى إنسان في مستشفى غروت شور في ديسمبر 1967، وقد أجراها جرّاح القلب كريستيان برنارد؛ طوّر ماكس تيلر لقاح الحمى الصفراء، وكان آلن كورماك رائد التصوير المقطعي المحوسب؛ أما آرون كلوغ فقد طوّر تقنيات علم البلورات الإلكتروني. حصل كورماك وكلوغ على جائزة نوبل عن أعمالهما. كما فاز سيدني برينر عام 2002، لعمله الرائد في علم الأحياء الجزيئي.
تهدف الحكومة إلى تحويل الاقتصاد ليصبح أكثر اعتمادًا على التكنولوجيا المتقدمة، بناءً على إدراك أن جنوب إفريقيا لا يمكنها التنافس مع اقتصادات الشرق الأقصى في التصنيع، ولا يمكنها الاعتماد على ثروتها المعدنية.[بحاجة لمصدر]
عملت جنوب إفريقيا على تنمية مجتمع علم الفلك فيها. وأقيم على أراضيها تلسكوب جنوب إفريقيا الكبير، وهو أضخم مقراب بصري في نصف الأرض الجنوبي. تبني جنوب إفريقيا حالياً مقراب MeerKAT ليكون سابقاً لمشروع مصفوف الكيلومتر المربع بقيمة 1.5 مليار يورو.

## السياسة
جنوب إفريقيا ذات نظام جمهوري برلماني، ولكن على عكس معظم الأنظمة، الرئيس هو رئيس الدولة ورئيس الحكومة ويعتمد في فترة ولايتهما على ثقة البرلمان، ومهام رئيس الحكومة ورئيس الدولة يجتمعان تحت لواء «رئيس جمهورية جنوب إفريقيا» الذي ينتخب من طرف البرلمان. تخضع السلطات التنفيذية والتشريعية والقضائية لسيادة دستور جنوب إفريقيا، وتتمتع المحاكم العليا بسلطة إلغاء الإجراءات التنفيذية وأعمال البرلمان إذا كانت غير دستورية. تتكون الجمعية الوطنية، مجلس النواب بالبرلمان، من 400 عضوًا ويتم انتخابهم كل خمس سنوات عن طريق نظام التمثيل النسبي للقوائم الحزبية. يتكون المجلس الوطني للأقاليم، وهو بمثابة مجلس الشيوخ بالبرلمان، من تسعين عضوًا، حيث تنتخب كل من الهيئات التشريعية الإقليمية التسعة عشرة أعضاء.

### المحافظات

مقاطعات جنوب إفريقيا.

تنقسم جنوب إفريقيا لتسع مقاطعات وخضع كل مقاطعة لهيئة تشريعية ذات مجلس واحد، يتم انتخابها كل خمس سنوات عن طريق التمثيل النسبي لقائمة الحزب. ينتخب المجلس التشريعي رئيس الوزراء كرئيس للحكومة، ويعين رئيس الوزراء مجلسًا تنفيذيًا كمجلس وزراء إقليمي. تقتصر صلاحيات حكومات المقاطعات على الموضوعات المدرجة في الدستور؛ وتشمل هذه المواضيع مجالات مثل الصحة والتعليم والإسكان العام والنقل. وتنقسم المقاطعات بدورها إلى 52 مقاطعة منهم 8 بلديات حضرية و44 بلدية منطقة، وتنقسم بلديات المنطقة إلى 205 بلدية محلية. وتؤدي البلديات الحضرية، التي تحكم أكبر التجمعات الحضرية، وظائف بلديات المقاطعات والبلديات المحلية.
- كيب الغربية (العاصمة: كيب تاون)
- كيب الشمالية (العاصمة: كيمبيرلي)
- كيب الشرقية (العاصمة: بيشو)
- كوازولو ناتال (العاصمة: بيترماريزبيرغ)
- فري ستيت (العاصمة: بلويمفونتاين)
- الشمالية الغربية (العاصمة: مافيكينج)
- غاوتينج (العاصمة: جوهانسبيرغ)
- مبومالانجا (العاصمة: نيلسبرويت)
- ليمبوبو (العاصمة: بولوكوان)

## الرياضة

تشتهر جنوب إفريقيا في مجال الرياضة بفريقها للعبة الركبي. أهم لاعبيها: فرانسوا بيينار، فريك دو بريز، جوست فان دير ويستويزن،
فاللاعبان بيرسي مونغومري وبرايان هابانا يعتبران حاليا من أحسن اللاعبين في الترتيب العالمي. و خلال أربع مشاركات في كأس العالم، تمكنت جنوب إفريقيا بالفوز بالكأس مرتين: الأولى في 24 من يونيو 1995 بجوهانسبرج (إليس بارك): جنوب إفريقيا 15-12 نيوزيلاندا، ثم بسان دوني (ملعب فرنسا) في 20 أكتوبر 2007: جنوب إفريقيا 15-6 إنجلترا. 
و قد نظمت جنوب إفريقيا بطولة كأس العالم لكرة القدم 2010، وتكون بذلك أول بلد إفريقي ينظم هذه التظاهرة.

## الصور
| - جوهانسبرغ - كيب تاون - ديربان - إيست لندن - بريتوريا |